# サザン・パシフィック鉄道レッド・エレクトリック線
サザン・パシフィック鉄道レッド・エレクトリック線（英：Red Electric Lines）は、かつてサザン・パシフィック鉄道が1914年から1929年までアメリカ合衆国オレゴン州西部のウィラメット渓谷で運行していた路線群の総称である。
短期間で廃止された路線ではあるが、アメリカ合衆国北西部では比較的高水準なインターアーバンの一つとされる。

## 歴史
1912年にオレゴン電気鉄道ポートランド・ユージーン間が全通すると、それに対抗する目的でサザン・パシフィック鉄道はオレゴン州内の既所有路線において大規模な電気鉄道網を作る計画を立ち上げた。同年には一部の区間で電化を始め、1917年までにはポートランドとコーバリスを結ぶ電化路線が開通した。全盛期には約290kｍの路線網を持ち、1日の運行頻度も64本と非常に高頻度な運行を行ったが、沿線開発の失敗・第一次世界大戦・モータリゼーションなどの影響により利用は伸び悩み、1929年10月5日の運行を最後に廃止された。

## 事故
1920年5月9日にベルサ駅（ヒルズデール）の東で正面衝突事故が発生。乗組員3名が殉職し、乗客6名が死亡した。事故現場は人里から離れており、救助が遅れたとされる。